# Manoir du Vièvre
Le manoir du Vièvre est un manoir situé à Saint-Étienne-l'Allier, dans le département de l'Eure en Normandie.

## Localisation
Le manoir du Vièvre se situe dans la commune de Saint-Étienne-l'Allier, dans l'Ouest du département de l'Eure, au cœur de la région naturelle du Lieuvin. Il se dresse sur les hauteurs qui dominent la vallée de la Véronne, au nord du bourg. Il est bordé, à l'ouest, par les coteaux boisés de la vallée et dispose, à l'est, d'un grand terrain enherbé délimité par des haies et parsemé d'arbres.

## Historique
Le fief est une possession de Robert du Vièvre au XIIe siècle.
Le logis principal a été construit en 1610 par Jacques du Four (date figurant sur la tourelle de l'escalier).
Le domaine est mentionné en 1674 comme propriété de Christophe du Four
avec un colombier en plus du manoir. Le domaine reste dans la famille du Four jusqu'à la Révolution. 
Le manoir est par la suite intégré à une exploitation agricole jusqu'en 1984.

## Architecture

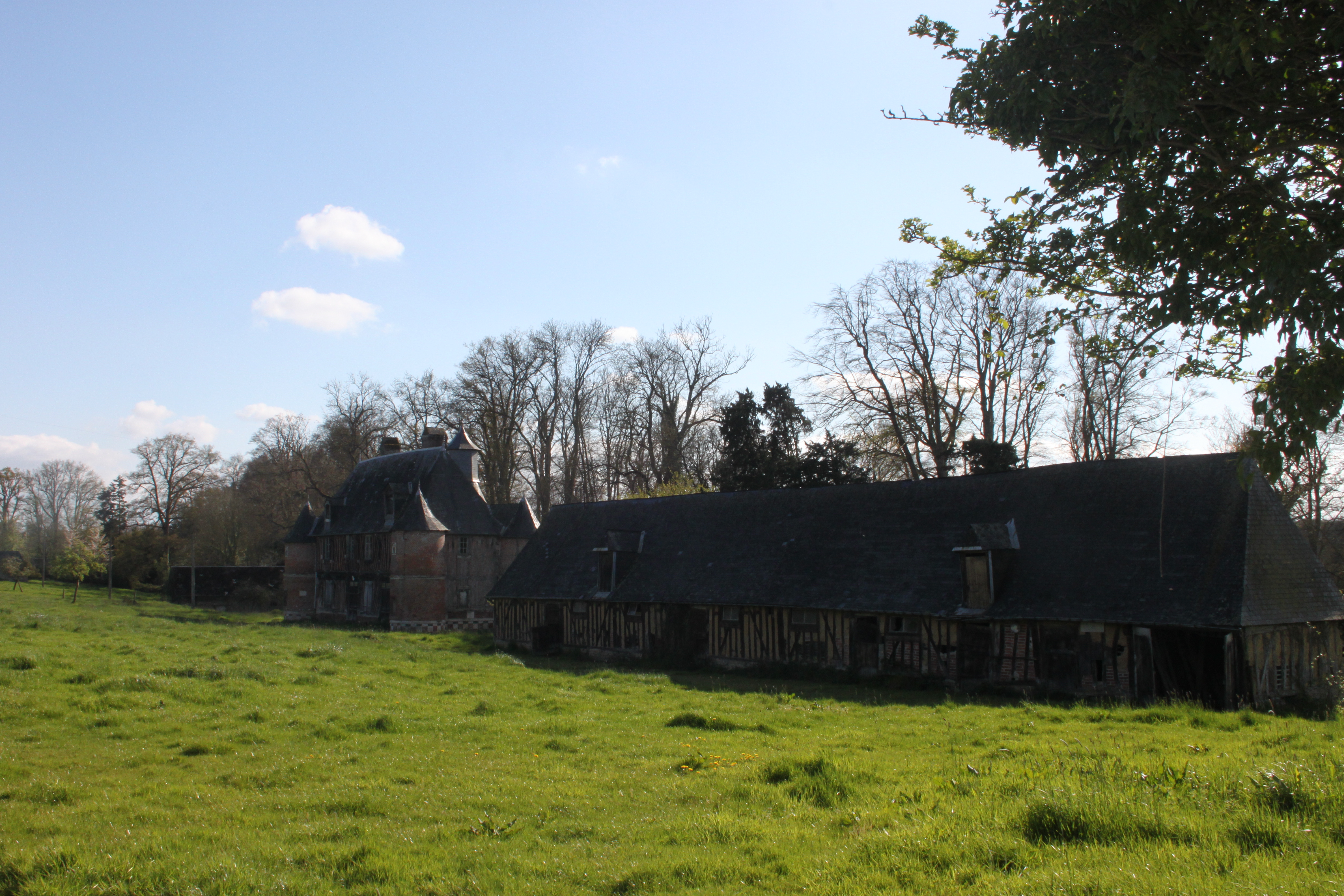
Vue latérale du logis et d'un bâtiment annexe

Le logis, construit en pans de bois, est de forme rectangulaire. Il est cantonné de quatre tourelles d'angle en briques et couvertes en poivrière datant de l'époque Louis XIII,.
Une cinquième tourelle, comprenant un escalier en bois qui dessert le premier étage, a été construite sur la façade ouest. Cette tourelle, également en briques, est plus haute que les autres et se trouve surmontée par un clocheton aveugle,.
Le soubassement de la façade avant est fait de briques tandis que celui des façades latérales et celui des tourelles est composé d'un damier de briques, de silex et de carreaux de pierre,.
Par ailleurs, la façade avant et les façades latérales présentent des élévations à pans de bois. Les poutres et les poteaux sont sculptés et le hourdis composé de tuileaux. À l'inverse, la façade ouest présente des colombages recouverts d'un essentage en ardoise.
Les intérieurs sont remarquables notamment grâce à leurs cheminées en pierre de taille, au décor d'inspiration Renaissance,.

## Protection
Le manoir du Vièvre a été inscrit en tant que monument historique le 7 octobre 1994. La protection comprend le logis, les dépendances et les parcelles du manoir.